# Ida Rhodes
Pour les articles homonymes, voir Rhodes (homonymie).
Ida Rhodes, née Hadassah Itzkowitz (15 mai 1900 - 1er février 1986), est une mathématicienne et informaticienne américaine, pionnière du développement de l'informatique aux États-Unis.

## Biographie
Née en Ukraine, elle a émigré aux États-Unis avec ses parents à l'âge de treize ans.
Rhodes a obtenu une bourse de l'état de New York et une bourse de la Université Cornell où elle a fait ses études de mathématiques de 1919 à 1923. Pendant ce temps elle a travaillé comme infirmière à l'hôpital de la ville de Ithaca. Elle a fait partie des fraternités Phi Beta Kappa (1922) et Phi Kappa Phi (1923). Elle a obtenu sa Licence en mathématiques en février 1923 et son diplôme de Master en septembre de la même année en étant Phi Beta Kappa.
Ida Itzkowitz s'a mariée avec Solomon Alhadef Rhodes le 20 septembre 1922 dans le Bronx, dans la ville de New York devenant Ida Rhodes. Le couple a déposé une demande pour obtenir la nationalité américaine le 17 de juin de 1924 mais ils se sont divorcés en 1940.
Ida Rhodes a rencontré Albert Einstein en 1922 et postérieurement en 1936 pendant un séminaire informel organisé par un groupe de mathématiciens qui pasait le week-end à Princeton. Ida a fait des études à l'Université Columbia en 1930-1931. Elle a occupé différentes postes concernant des calculs mathématiques avant d'arriver au Projet de tables mathématiques (Mathematical Tables Project) in 1940, où elle a travaillé sous la supervision de Gertrude Blanch, à qui elle a considéré plus tard comme sa mentore.
Ida Rhodes a été une pionnière de l'analyse de systèmes de programmation, et avec Betty Holberton a conçu le langage de programmation C-10 au début des années 1950s qui serait mis en fonctionnement dans UNIVAC I. Elle a aussi conçu l'ordinateur original utilisé par l'Administration de la sécurité sociale américaine. En 1949, le Département de commerce des États-Unis lui a attribué la Médaille d'or pour ses contributions scientifiques et ses applications en électronique digital.
Malgré sa partie à la retraite en 1964, Ida Rhodes est resté en activité comme consultant pour la Division de mathématiques appliquées  du Bureau national de standards (NIST) jusqu'à 1971. Ses travaux ont été reconnus après sa retraite dû à ses voyages et les conférences et  ses actions de communication. En 1976, le Département de commerce l'a présentée Certificat d'appréciation par le 25e anniversaire de l'UNIVAC I, et pendant la Conférence d'informatique de 1981l'a citée pour la troisième fois comme une pionnière de l'UNIVAC I. Ida Rhodes est décédée en 1986.

## Travaux
In 1977 Ida Rhodes a créé l'algorithme Jewish Holiday utilisé dans les programmes de calendriers actuellement,. Pendant ses années de travail dans le Bureau national de standards (actuellement NIST) elle a obtenu des résultats originaux sur la traduction automatisé de langages naturels,.